# 고시 내친왕 (1148년)
코우시/요시코 내친왕(일본어: 好子内親王 こうし（よしこ）ないしんのう[*], 규안 4년 (1148년) 경 - 겐큐 3년 7월 3일 (1192년 8월 12일))은 헤이안 시대 말기의 황족이다. 이세 재궁이다. 고시라카와 천황의 2황녀로, 어머니는 타카쿠라노산미 후지와라노 시게코 (다이나곤 후지와라노 스에나리의 딸)이다. 동복형제로는 모치히토 왕, 슈카쿠 법친왕, 료시 내친왕 (인푸몬인), 쇼쿠시 내친왕, 큐시 내친왕 등이 있다.

## 생애
호겐 3년 12월 25일 (1159년), 이복오빠 니조 천황의 즉위함과 동시에 재궁으로 복정되었고, 에이랴쿠 원년 (1160년), 이세에 군행 (쵸부소시는 후지와라노 노부후사)하였다. 에이만 원년 (1165년) 6월 25일, 니조 천황의 양위로 재임 8년만에 직을 내려놓았다. 후에 귀경하는 길에 물자가 턱없이 부족하여 곤궁하기 짝이 없었다고 한다 (『아키히로 왕기(顕広王記)』). 겐큐 3년 (1192년) 7월 3일, 45세 전후로 사망하였다.